# Park Narodowy „Wielka Fatra”
Park Narodowy „Wielka Fatra” (słow. Národný park Veľká Fatra) – górski park narodowy na Słowacji, obejmujący prawie całą grupę Wielkiej Fatry oraz północno-zachodni fragment Starohorskich Wierchów. Powołany w 2002 r., jest tym samym najmłodszym słowackim parkiem narodowym. Obejmuje teren o powierzchni 40 371 ha. Należy do ekoregionu lasów karpackich.

## Położenie
Leży w środkowej Słowacji, w granicach czterech powiatów: Rużomberk, Martin, Turczańskie Cieplice w kraju żylińskim oraz Bańska Bystrzyca w kraju bańskobystrzyckim. Powierzchnia samego parku wynosi 40 371 ha, zaś powierzchnia jego strefy ochronnej – 26 133 ha. Razem jest to 66 504 ha, czyli nieco mniej, niż wynosiła powierzchnia pierwotnej CHKO Wielka Fatra (p. niżej).

## Historia
Już w 1974 r. teren Wielkiej Fatry został objęty ochroną jako Chránená krajinná oblasť Veľká Fatra (Obszar Chronionego Krajobrazu Wielka Fatra). Ze względu na wyjątkową wartość występujących tu, zróżnicowanych morfologicznie siedlisk oraz urozmaiconych i dobrze zachowanych biocenoz rozpoczęto wkrótce działania zmierzające do podniesienia poziomu ochrony tych terenów.
Po wieloletnich pracach przygotowawczych, na wniosek Ministra Środowiska, rozporządzeniem Rządu Republiki Słowackiej nr 140 z dnia 27 marca 2002 r. został powołany Park Narodowy „Wielka Fatra”. Jego uroczysta inauguracja miała miejsce 17 maja 2002 r. – przy tej okazji odsłonięta została tablica pamiątkowa na zachodnim skraju parku, u zbiegu dolin Gaderskiej i Blatnickiej. Z ramienia Ministra Środowiska Republiki Słowackiej parkiem zarządza Państwowa Ochrona Przyrody za pośrednictwem Dyrekcji Parku.

## Charakterystyka
PN „Wielka Fatra” jest parkiem górskim, obejmującym jedno z największych terytorialnie i najmniej przekształconych przez człowieka pasm słowackich Karpat. Najwyższym szczytem na terenie Parku jest Ostredok (1592 m n.p.m.).